# Magdalena Matte
Magdalena Matte Lecaros (Santiago del Cile, 13 agosto 1950) è una politica e ingegnera cilena, dall'11 marzo 2010 al 19 aprile 2011 ministra dell'edilizia e degli affari urbani nel primo governo di Sebastián Piñera.

## Biografia

### Famiglia
Magdalena Matte nacque a Santiago del Cile il 13 agosto del 1950.
Figlia di Arturo Matte Alessandri, di cui rimase orfana nel 1965 e Teresa Lecaros Izquierdo. I suoi nonni paterni furono Arturo Matte Larraín, avvocato che eccelleva in politica come congressista, ministro di Stato e candidato presidenziale e Rosa Ester Alessandri Rodríguez, figlia di Arturo Alessandri, presidente del paese tra il 1920 e il 1925 e tra il 1932 e il 1938, e sorella di Jorge Alessandri, presidente tra il 1958 e il 1964.

### Studi
Si formò nel Colegio Santa Úrsula della capitale cilena. Successivamente entrò nella Pontificia università cattolica, dove studiò ingegneria civile. Nel secondo anno di carriera incontrò Hernán Larraín, presidente del Senato nel periodo del 2004-2005, che sposò nel marzo del 1974.

### Vita professionale e politica
Lavorò sempre nel mondo privato, in particolare in Papelera Dimar, di cui fu azionista, compito che combinò con il lavoro sociale.
Creò inoltre una rete di circa 230 lavoratori di formazione per oltre 3000 donne a El Maule Sur, nella zona centro-sud del paese.
Nel febbraio del 2010 fu nominata da Piñera per assumere il ruolo a partire dall'11 marzo. In questa responsabilità dovette affrontare il processo di ricostruzione dopo il terremoto del 27 febbraio di quell'anno, compito nella quale fu duramente criticata dall'opposizione di centrosinistra nei mesi successivi. Questa situazione la portò alla fine di dicembre dello stesso anno ad essere interpellata dalla Camera dei deputati, diventando così il primo ministro di Piñera ad essere interrogato sotto questa figura costituzionale. Si dimise dall'incarico nell'aprile del 2011 in mezzo alle contestazioni emerse dopo la decisione, non materializzata, di versare un milione di dollari di risarcimento del danno all'impresa edile Kodama.